# Rewind (1971–1984)
Rewind (1971-1984) är ett samlingsalbum av The Rolling Stones som innehåller låtar utgivna mellan 1971 och 1983. Albumet släpptes den 2 juli 1984.

## Låtlista
Alla låtar är skrivna av Mick Jagger och Keith Richards.

### Brittiska versionen

#### Sida 1
1. "Brown Sugar" - 3:49
2. "Undercover of the Night" - 4:32
3. "Start Me Up" - 3:31
4. "Tumbling Dice" - 3:37
5. "It's Only Rock 'n Roll (But I Like It) - 5:07
6. "She's So Cold" - 4:11

#### Sida 2
1. "Miss You" - 4:48
2. "Beast of Burden" - 4:27
3. "Fool to Cry" - 5:06
4. "Waiting on a Friend" - 4:34
5. "Angie" - 4:31
6. "Respectable" -3:07

### Amerikanska versionen

#### Sida 1
1. "Miss You" - 4:48
2. "Brown Sugar" - 3:49
3. "Undercover of the Night" - 4:31
4. "Start Me Up" - 3:31
5. "Tumbling Dice" - 3:37
6. "Hang Fire" - 2:21

#### Sida 2
1. "Emotional Rescue" - 5:40
2. "Beast of Burden" - 4:27
3. "Fool to Cry" - 5:05
4. "Waiting on a Friend" - 4:34
5. "Angie" - 4:31